# Alianore Hollandová, hraběnka z March
Alianore Hollandová, hraběnka z March (také uváděna jako Eleanor; 13. října 1370, Upholland – říjen 1405) byla nejstarší dcera Tomáše Hollanda, 2. hraběte z Kentu, a manželkou Rogera Mortimera, 4. hraběte z March, domnělého dědice jejího strýce anglického krále Richarda II. Přes svou dceru Anne de Mortimer byla prababičkou yorkistických králů Eduarda IV. a Richarda III. Byla také guvernantkou druhé manželky Richarda II., Izabely z Valois.

## Původ a rodina
Alianore Hollanová se narodila 13. října 1370 v Uphollandu v Lancashire jako nejstarší dítě Tomáše Hollanda, 2. hraběte z Kentu a lady Alice FitzAlan, dcery hraběte Richarda z Arundelu a jeho druhé manželky Eleonory z Lancasteru, která byla dcerou hraběte Jindřicha z Lancasteru, vnuka anglického krále Jindřicha III.
Jejími prarodiči z otcovy strany byli Tomáš Holland, 1. hrabě z Kentu, a Jana z Kentu, která měla ze třetího manželství s anglickým princem Eduardem, Černým princem, syna Richarda II. Aleinořin otec tak byl po matce polorodým bratrem anglického krále Richarda II.
Alianore měla čtyři bratry a šest sester:
- Tomáš Holland, 1. vévoda ze Surrey
- Jan Holland
- Richard Holland
- Edmund Holland, 4. hrabě z Kentu
- Jana Hollandová
- Eleonora Hollandová
- Markéta Hollandová
- Alžběta Hollandová
- Anna Hollanová
- Bridget Hollandová

## Manželství a potomci
Alianore byla dvakrát vdaná:

### První manželství
Poprvé se Alianore provdala někdy kolem 7. října 1388 za Rogera Mortimera, čtrnáctiletého schovance svého otce a syna a dědice Edmunda Mortimera, 3. hraběte z March, a pravnuka anglického krále Eduarda III.
Edmund Mortimer zemřel v roce 1381 a zanechal po sobě jako dědice rozlehlých panství Mortimerů sedmiletého Rogera. Opatrovnictví tak důležitého dědice bylo „politickým problémem v letech 1382–4“ a nakonec byly Mortimerovy pozemky uděleny konsorciu za 4 000 £ ročně a opatrovnictví jeho osoby bylo původně uděleno Richardu Fitzalanovi, 11. hraběti z Arundelu. Na příkaz matky krále Richarda Jany z Kentu však v srpnu 1384 byly Mortimerovi pozemky uděleny za 6000 marek jejímu Janinu synovi Tomášovi Hollandovi, 2. hraběti z Kentu, který kolem 7. října 1388 za Mortimera provdal svou dceru Alianore.
Roger Mortimer měl přes svou matku Filipu Plantagenetovou, dceru a dědičku Lionela z Antverp, 1. vévody z Clarence, třetího, ale druhého přeživšího syna krále Eduarda III., nárok na anglickou korunu. Protože Richard II. neměl potomky, byl jeho příbuzný Roger Mortimer, jako přímý potomek Eduarda III., pravděpodobně další v pořadí na trůn (tento argument později úspěšně použil první yorkský král Eduard IV., aby získal trůn). Historik G. E. Cokayne uvádí, že v říjnu 1385 byl Mortimer králem prohlášen za dědice. Toto bylo zpochybněno R.R. Daviesem, který prohlásil, že příběh, že Richard v říjnu 1385 v parlamentu veřejně prohlásil Mortimera za domnělého dědice, je nepodložený, i když i Davies připustil, že se o něm v té době otevřeně diskutovalo. Záležitost byla objasněna v roce 2006, kdy bylo zjištěno, že k deklaraci došlo v parlamentu v roce 1386, nikoli v roce 1385, a že byla vytlačena interpolací v kronice Eulogium a je podpořena odkazem ve Westminsterské kronice.
20. července 1398 byl čtyřiadvacetiletý Roger Mortimer zabit v potyčce s 'O'Brienovými muži' v Kellsu. Kronikář Wigmore říká, že jel před svou armádou, bez doprovodu a měl na sobě irský oděv, a že ti, kdo ho zabili, nevěděli, kdo to je. Pochován byl v opatství Wigmore. Následující rok král odjel do Irska, aby pomstil Mortimerovu smrt. Kronikář Wigmore, i když kritizuje
Mortimera za chtíč a nedbalost v jeho povinnosti vůči Bohu, ho vychvaluje jako "poctivého, aktivního v rytířských cvičeních, slavného v přívětivosti, vlídného a veselého v rozhovoru, vynikajícího nad svými současníky krásou vzhledu, přepychového v jeho hodování a velkorysého ve svých darech."
Alianore měla s Rogerem Mortimerem dva syny a dvě dcery:
- Edmund Mortimer, 5. hrabě z March
- Roger Mortimer
- Anne de Mortimer
- Eleonora Mortimerová

### Druhé manželství
Podruhé se Alianore provdala před 9. červnem 1399 za Edward Charlton, 5. barona Charltona, se kterým měla dvě dcery, spoludědičky jejich otce a po roce 1425 spoludědičky polorodého bratra Edmunda Mortimera:
- Jana Charletonová
- Joyce Charletonová

Alianore zemřela v říjnu 1405 po porodu. Pohřbena byla v klášteře Bisham.

## Vývod z předků
|                     |                                       |  |                                       |                                         |  |  |  |  |  |  |  | Robert de Holland |
|                     |                                       |  |                                       |                                         |  |  |  |  |  |  |  |                   |
|                     | Robert Holland, 1. baron Holand       |  |                                       |                                         |  |  |  |  |  |  |  |                   |
|                     |                                       |  |                                       |                                         |  |  |  |  |  |  |  |                   |
|                     |                                       |  |                                       | Elizabeth de Samlesbury                 |  |  |  |  |  |  |  |                   |
|                     |                                       |  |                                       |                                         |  |  |  |  |  |  |  |                   |
|                     | Tomáš Holland, 1. hrabě z Kentu       |  |                                       |                                         |  |  |  |  |  |  |  |                   |
|                     |                                       |  |                                       |                                         |  |  |  |  |  |  |  |                   |
|                     |                                       |  |                                       | Alan la Zouche, 1. baron Zouche z Ashby |  |  |  |  |  |  |  |                   |
|                     |                                       |  |                                       |                                         |  |  |  |  |  |  |  |                   |
|                     | Maud la Zouche                        |  |                                       |                                         |  |  |  |  |  |  |  |                   |
|                     |                                       |  |                                       |                                         |  |  |  |  |  |  |  |                   |
|                     |                                       |  |                                       | Eleanor de Segrave                      |  |  |  |  |  |  |  |                   |
|                     |                                       |  |                                       |                                         |  |  |  |  |  |  |  |                   |
|                     | Tomáš Holland, 2. hrabě z Kentu       |  |                                       |                                         |  |  |  |  |  |  |  |                   |
|                     |                                       |  |                                       |                                         |  |  |  |  |  |  |  |                   |
|                     |                                       |  |                                       | Eduard I.                               |  |  |  |  |  |  |  |                   |
|                     |                                       |  |                                       |                                         |  |  |  |  |  |  |  |                   |
|                     | Edmund z Woodstocku, 1. hrabě z Kentu |  |                                       |                                         |  |  |  |  |  |  |  |                   |
|                     |                                       |  |                                       |                                         |  |  |  |  |  |  |  |                   |
|                     |                                       |  |                                       | Markéta Francouzská                     |  |  |  |  |  |  |  |                   |
|                     |                                       |  |                                       |                                         |  |  |  |  |  |  |  |                   |
|                     | Jana z Kentu                          |  |                                       |                                         |  |  |  |  |  |  |  |                   |
|                     |                                       |  |                                       |                                         |  |  |  |  |  |  |  |                   |
|                     |                                       |  |                                       | John Wake, 1. baron Wake z Liddellu     |  |  |  |  |  |  |  |                   |
|                     |                                       |  |                                       |                                         |  |  |  |  |  |  |  |                   |
|                     | Markéta Wakeová                       |  |                                       |                                         |  |  |  |  |  |  |  |                   |
|                     |                                       |  |                                       |                                         |  |  |  |  |  |  |  |                   |
|                     |                                       |  |                                       | Joan de Fiennes                         |  |  |  |  |  |  |  |                   |
|                     |                                       |  |                                       |                                         |  |  |  |  |  |  |  |                   |
| Alianore Hollandová |                                       |  |                                       |                                         |  |  |  |  |  |  |  |                   |
|                     |                                       |  |                                       |                                         |  |  |  |  |  |  |  |                   |
|                     |                                       |  | Richard Fitzalan, 1. hrabě z Arundelu |                                         |  |  |  |  |  |  |  |                   |
|                     |                                       |  |                                       |                                         |  |  |  |  |  |  |  |                   |
|                     | Edmund FitzAlan, 2. hrabě z Arundelu  |  |                                       |                                         |  |  |  |  |  |  |  |                   |
|                     |                                       |  |                                       |                                         |  |  |  |  |  |  |  |                   |
|                     |                                       |  |                                       | Alice ze Saluzza                        |  |  |  |  |  |  |  |                   |
|                     |                                       |  |                                       |                                         |  |  |  |  |  |  |  |                   |
|                     | Richard FitzAlan, 3. hrabě z Arundelu |  |                                       |                                         |  |  |  |  |  |  |  |                   |
|                     |                                       |  |                                       |                                         |  |  |  |  |  |  |  |                   |
|                     |                                       |  |                                       | Vilém z Warenne                         |  |  |  |  |  |  |  |                   |
|                     |                                       |  |                                       |                                         |  |  |  |  |  |  |  |                   |
|                     | Alice z Warenne                       |  |                                       |                                         |  |  |  |  |  |  |  |                   |
|                     |                                       |  |                                       |                                         |  |  |  |  |  |  |  |                   |
|                     |                                       |  |                                       | Joan de Vere                            |  |  |  |  |  |  |  |                   |
|                     |                                       |  |                                       |                                         |  |  |  |  |  |  |  |                   |
|                     | Alice FitzAlan                        |  |                                       |                                         |  |  |  |  |  |  |  |                   |
|                     |                                       |  |                                       |                                         |  |  |  |  |  |  |  |                   |
|                     |                                       |  |                                       | Edmund z Lancasteru                     |  |  |  |  |  |  |  |                   |
|                     |                                       |  |                                       |                                         |  |  |  |  |  |  |  |                   |
|                     | Jindřich z Lancasteru                 |  |                                       |                                         |  |  |  |  |  |  |  |                   |
|                     |                                       |  |                                       |                                         |  |  |  |  |  |  |  |                   |
|                     |                                       |  |                                       | Blanka z Artois                         |  |  |  |  |  |  |  |                   |
|                     |                                       |  |                                       |                                         |  |  |  |  |  |  |  |                   |
|                     | Eleonora z Lancasteru                 |  |                                       |                                         |  |  |  |  |  |  |  |                   |
|                     |                                       |  |                                       |                                         |  |  |  |  |  |  |  |                   |
|                     |                                       |  |                                       | Patrick de Chaworth                     |  |  |  |  |  |  |  |                   |
|                     |                                       |  |                                       |                                         |  |  |  |  |  |  |  |                   |
|                     | Maud Chaworthová                      |  |                                       |                                         |  |  |  |  |  |  |  |                   |
|                     |                                       |  |                                       |                                         |  |  |  |  |  |  |  |                   |
|                     |                                       |  |                                       | Isabela de Beauchamp                    |  |  |  |  |  |  |  |                   |
|                     |                                       |  |                                       |                                         |  |  |  |  |  |  |  |                   |